# آرکادیو لوپز
آرکادیو خولیو لوپز (انگلیسی: Arcadio Julio López؛ زادهٔ ۱۵ سپتامبر ۱۹۱۰) یک بازیکن فوتبال اهل آرژانتین است.
وی همچنین در تیم ملی فوتبال آرژانتین بازی کرده‌است.